# Kibyra
Koordinaten: 37° 10′ N, 29° 29′ O

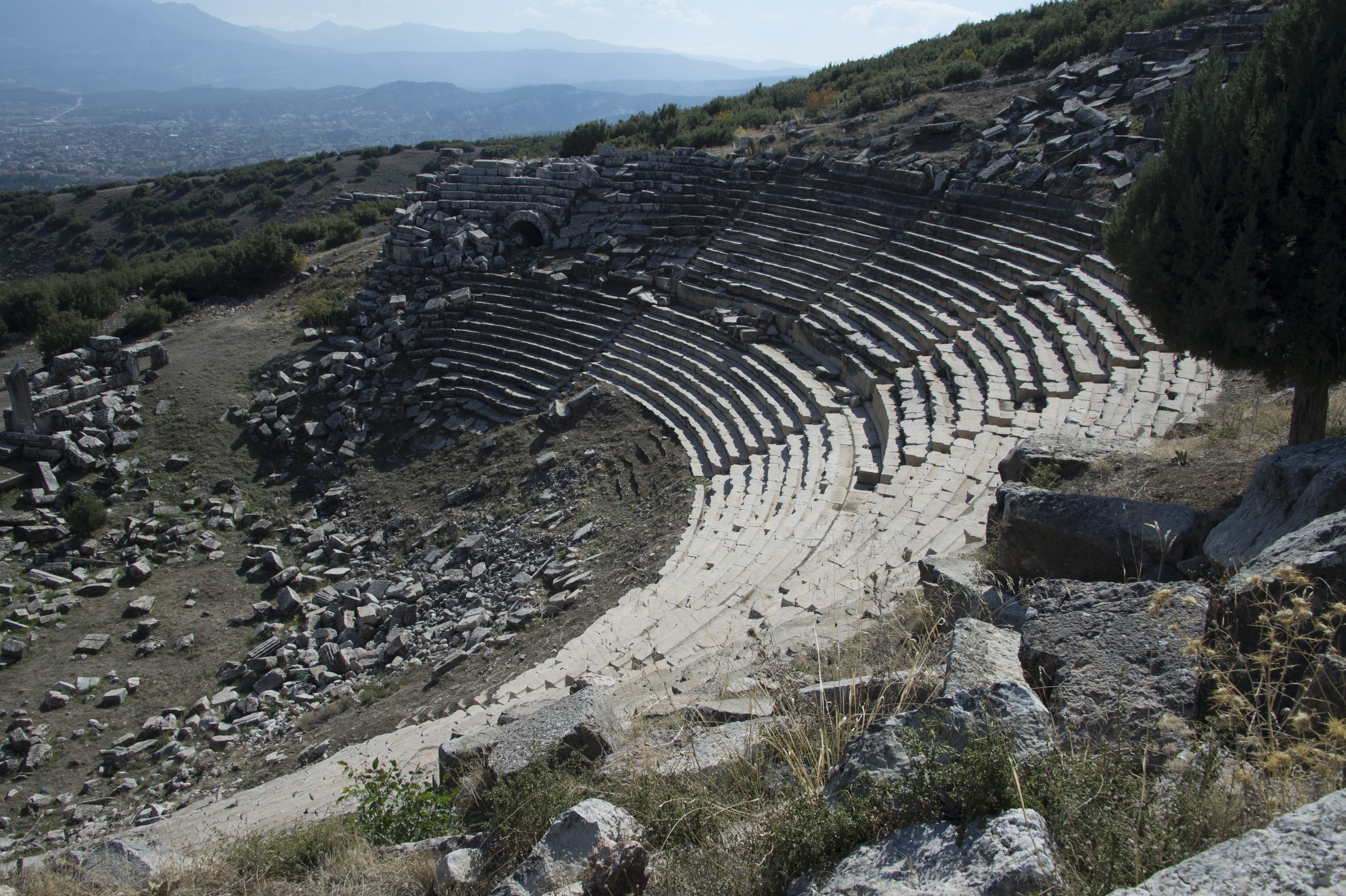
Theater

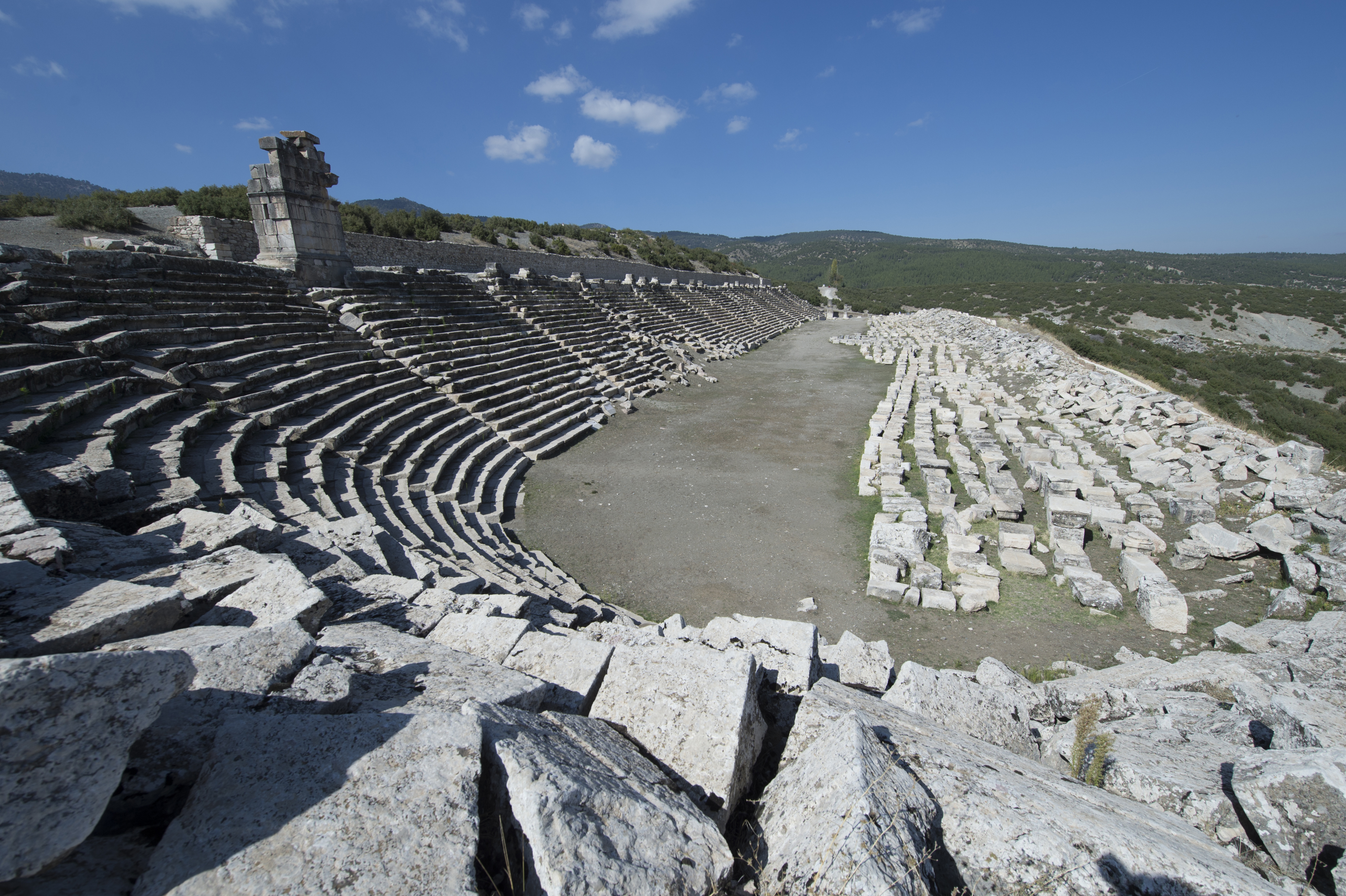
Stadion

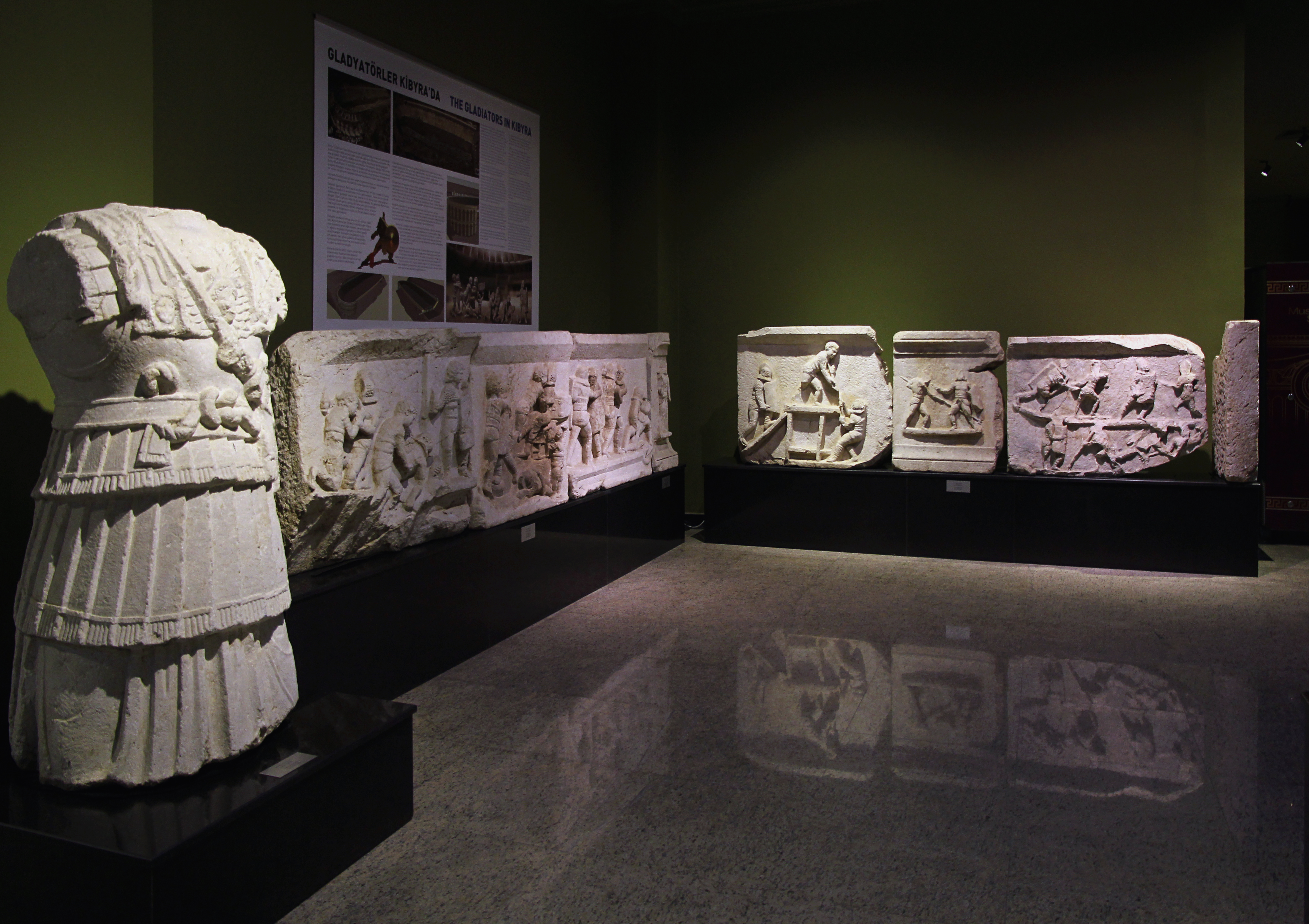
Gladiatorenreliefs im Archäologischen Museum Burdur

Kibyra (altgriechisch Κίβυρα) war eine antike Stadt in Kleinasien im Süden von Phrygien an der Grenze zu Lykien. Es wurde auch „das große Kibyra“ (ἡ μεγάλη) genannt im Gegensatz zum in Pamphylien gelegenen „kleinen“ Kibyra. Die Ruinen der Stadt liegen 3 km nordwestlich vom heutigen Ort Gölhisar (ehemals Horzum) in der Provinz Burdur entfernt.
Die Gründung durch Sparta ist eine Ursprungsüberlieferung, die erst unter der Regierungszeit von Kaiser Hadrian (regierte 117–135 n. Chr.) inschriftlich belegt ist und dazu diente, die Zugehörigkeit zum Panhellenion zu legitimieren. Die Stadt wurde indes im späten 3. Jahrhundert v. Chr. von ihrem alten Siedlungsplatz weg (s. u.) verlegt und neu gegründet, vermutlich als Kolonie von Termessos in Pisidien. Im Jahr 189 v. Chr. konnte der Stadtherr Moagetes, der bei Polybios als Tyrann qualifiziert wird, nur mühsam und durch das Versprechen hoher Kontributionen abwehren, dass Gnaeus Manlius Vulso während seines Feldzuges durch Südwest-Kleinasien die Stadt und ihr Territorium plünderte. Obwohl Manlius Vulso dem Moagetes vorgeworfen hatte, während des Krieges gegen Antiochos III. gegen die Römer agiert zu haben, gelang es den Kibyraten innerhalb weniger Jahre, den Abschluss eines formellen Bündnisvertrages mit Rom zu erwirken (174 v. Chr.). Der Vertrag ist durch eine zweisprachige Inschrift (Griechisch/Latein) überliefert, die in den Jahren 2011–2013 während archäologischer Ausgrabungen entdeckt wurde. Sie ist derzeit das älteste Exemplar eines auf Stein überlieferten römischen Bündnisvertrages.
In späthellenistischer Zeit führte Kibyra einen Vierstädtebund (Tetrapolis) an, der vermutlich schrittweise aus einem Friedensvertrag hervorging, den Kibyra zunächst mit Balboura, Bubon und einem wohl unabhängigen Söldnerführer geschlossen hatte, der ebenfalls Moagetes hieß.  Nach der Mitte des 2. Jahrhunderts v. Chr. trat auch Oinoanda hinzu. Darüber hinaus unterhielt Kibyra vertragliche Beziehungen insbesondere zu karischen Städten wie Apollonia Salbake, Plarasa/Aphrodisias und Tabai. Der Städtebund wurde 82/81 v. Chr. von den Römern unter Lucius Licinius Murena aufgelöst. Kibyra gehörte danach zur römischen Provinz Asia, seit 249 n. Chr. zur Provinz Caria, wie aus einer Ehreninschrift für Q. Fabius Clodius Agrippianus Celsinus hervorgeht, der bis 251 n. Chr. als Statthalter der neuen Provinz fungierte. Kibyra war eine wichtige Handelsstadt und erlitt bei einem Erdbeben 23 n. Chr. schwere Schäden, wurde aber wieder aufgebaut. Heute zeugen ausgedehnte Ruinen von der ehemaligen Größe der Stadt, darunter ein Theater, ein Odeion, ein von türkischen Ausgräbern freigelegtes Stadion und eine Gräberstraße.
Seit 1995 führt Thomas Corsten (Universität Wien, Institut für Alte Geschichte und Altertumskunde, Papyrologie und Epigraphik) epigraphische Surveys in Kibyra und der als Kibyratis bezeichneten westlichen Provinz Burdur durch. Von 2008 bis 2014 hat er gemeinsam mit Oliver Hülden (LMU München, Institut für Klassische Archäologie) ein stärker archäologisch orientiertes Feldforschungsprojekt durchgeführt, das von der Gerda Henkel Stiftung in Düsseldorf gefördert wird und sich in der Publikationsphase befindet. Im Zuge dieser Forschungen konnte die offenbar lydische Vorgängersiedlung des hellenistisch-kaiserzeitlichen Kibyra mit einem primär archaischen Siedlungsplatz identifiziert werden, der ca. 10 km von Gölhisar entfernt auf einer felsigen Halbinsel am Gölhisar Gölü (Gölhisar-See) bei Uylupınar gelegen ist. Im Stadtgebiet des hellenistischen, kaiserzeitlichen und spätantik-byzantinischen Kibyra sind Ausgrabungen durch die Mehmet Akif Ersöy Universität Burdur im Gange. Die Funde aus Kibyra, darunter ein beachtlicher Gladiatoren-Fries, sind im Archäologischen Museum Burdur ausgestellt.